# Alta Silesia
Alta Silesia (en dialecto polaco silesiano: Gōrny Ślōnsk, en dialecto alemán silesiano: Oberschläsing; en polaco: Górny Śląsk; en alemán: Oberschlesien; en checo: Horní Slezsko) es una región histórica de la Europa central, localizada actualmente en Polonia, la República Checa y por una pequeña parte en Eslovaquia. Es la parte oriental y más meridional de la Silesia y está situada a lo largo del curso alto del río Oder. Su emblema regional es el águila dorada en campo azul.
En el este de Alta Silesia se encuentra una gran área metropolitana e industrial, el área metropolitana de Silesia.

## Geografía
La parte polaca hoy está dividida en dos voivodiatos, el voivodato de Opole y el voivodato de Silesia. La Silesia checa está formada por partes de las regiones Moravia-Silesia (sector noreste) y Olomouc (sector norte), las dos mayores ciudades son Katowice en Polonia y Ostrava en Chequia. El sector más oriental de la Alta Silesia, especialmente en torno a Katowice y Nowa Huta, es una riquísima cuenca minera (hierro, carbón).

## Historia

### Germanos, celtas y eslavos
Los primeros habitantes de Silesia fueron los silingos, un pueblo germánico, y los celtas. Durante el periodo de las grandes migraciones, los eslavos entraron en la Alta Silesia a partir del siglo VIII, mezclándose con los germanos y los celtas que todavía vivían allí.

### Moravia y Bohemia (879-992)
En el siglo IX, Alta Silesia era parte de la Gran Moravia, integrada como región en el primer Estado europeo. Luego el estado de Gran Moravia se convirtió en parte de Bohemia. El Reino de Polonia conquistó la Alta Silesia en 1012/1013.

### Ducado Silesiano de Polonia (900-1137)
Tras la conquista de la Alta Silesia, la dinastía de los Piastas fueron los duques de Silesia. Los Piastas siempre procuraron tener contacto con Occidente, es decir, con el Sacro Imperio Romano Germánico, y siempre tenían esposas alemanas. Alta Silesia era una región disputada por Bohemia y Polonia.

### La repoblación de Alta Silesia con colonizadores alemanes
A partir del siglo XIII, las tierras subdesarrolladas y poco pobladas por los eslavos, fueron repobladas por los duques del este como los Piastas, con colonizadores alemanes, aunque los colonizadores alemanes llegaban en menos cantidad a la Alta Silesia que a la Baja Silesia. Esa época bastante importante para la Alta Silesia es conocida como Ostsiedlung. La intensificación de la conexión con la aristocracia alemana, y las pérdidas tras la batalla de Liegnitz contra los mongoles, fueron los motivos básicos de la recolonización forzada. Los colonizadores cultivaron y desarrollaron Alta Silesia, las primeras minas de plata en Alta Silesia se abrieron a partir del siglo XIII. Entre 1200 y 1350 los colonizadores alemanes construyen 83 ciudades y 1.713 pueblos. La influencia y las raíces alemanas se pueden ver hoy día en la estructura de los pueblos y las ciudades, en sus nombres o en muchos apellidos. Con la peste en los países alemanes, la repoblación de la Alta Silesia termina poco a poco. Hubo una mezcla con los eslavos silesianos, y se establece una nueva "tribu" alemana, con los colonizadores que vinieron sobre todo de Turingia, Franconia, Sajonia, Baviera y Hesse. La mezcla de eslavos y alemanes en la Alta Silesia se nota mucho más que en la Baja Silesia por su idioma, el idioma silesiano.

### El Gran Ducado de Silesia bajo los piastas (1137-1335)
En 1146 los duques de la dinastía Piasta se unieron con el Imperio alemán. En esa época Silesia era un ducado libre y un Estado de facto independiente. La población mezclada germano-eslava (más alemana que eslava) crecía mucho y rápidamente, en tanto continuaba la construcción de pueblos y ciudades.

### Alta Silesia bajo la corona de Bohemia (1335-1526)
En 1335 Silesia se convirtió en parte de la corona bohemia, que era parte del estado del Sacro Imperio Romano Germánico, la entonces Alemania medieval. El rey polaco Casimiro III de Polonia confirmó en 1335, en el contrato de Trentschin con Juan I de Bohemia, que nunca más reivindicaría Silesia. Silesia se convirtió en uno de los ducados más desarrollados y ricos de Bohemia. La pertenencia de Alta Silesia a Alemania dura hasta 1921 / 1945.

### Alta Silesia bajo la casa de Habsburgo (1526-1742)
Tras la batalla de Mohács, Bohemia se convirtió en un reino bajo el poder del Imperio Austriaco. Tras la reforma protestante de Martín Lutero, la casa católica de Habsburgo hizo la Contrarreforma sobre todo con eclesiásticos que vinieron de Polonia. Así empezaba una "reeslavización", cambiando nombres y apellidos, que fueron polonizados. Alta Silesia se convirtió en una región menos avanzada que la Baja Silesia.

### Alta Silesia bajo el reino de Prusia (1742-1918)
En el siglo XVIII, el reino de Prusia conquistó Silesia tras tres guerras con Austria, que solo conservó una parte pequeña llamada Silesia austríaca. Bajo Prusia, la Alta Silesia se convirtió en una región avanzada, organizada y civilizada. Ante todo durante la industrialización, la Alta Silesia se convirtió en la región más poderosa y desarrollada de Prusia (y a partir de 1871 de Alemania) y del continente europeo.
La primera máquina de vapor en el continente europeo se instala en la Alta Silesia para facilitar el trabajo en las minas. La industrialización y la minería, sobre todo las minas de carbón, hicieron muy valiosa la Alta Silesia por su infraestructura muy desarrollada. Durante el auge de la industria en esta región, hubo una inmigración de polacos que se desplazaron allí para trabajar en la industria pesada y en las minas.

### Guerras civiles y partición de Alta Silesia (1919-1921)

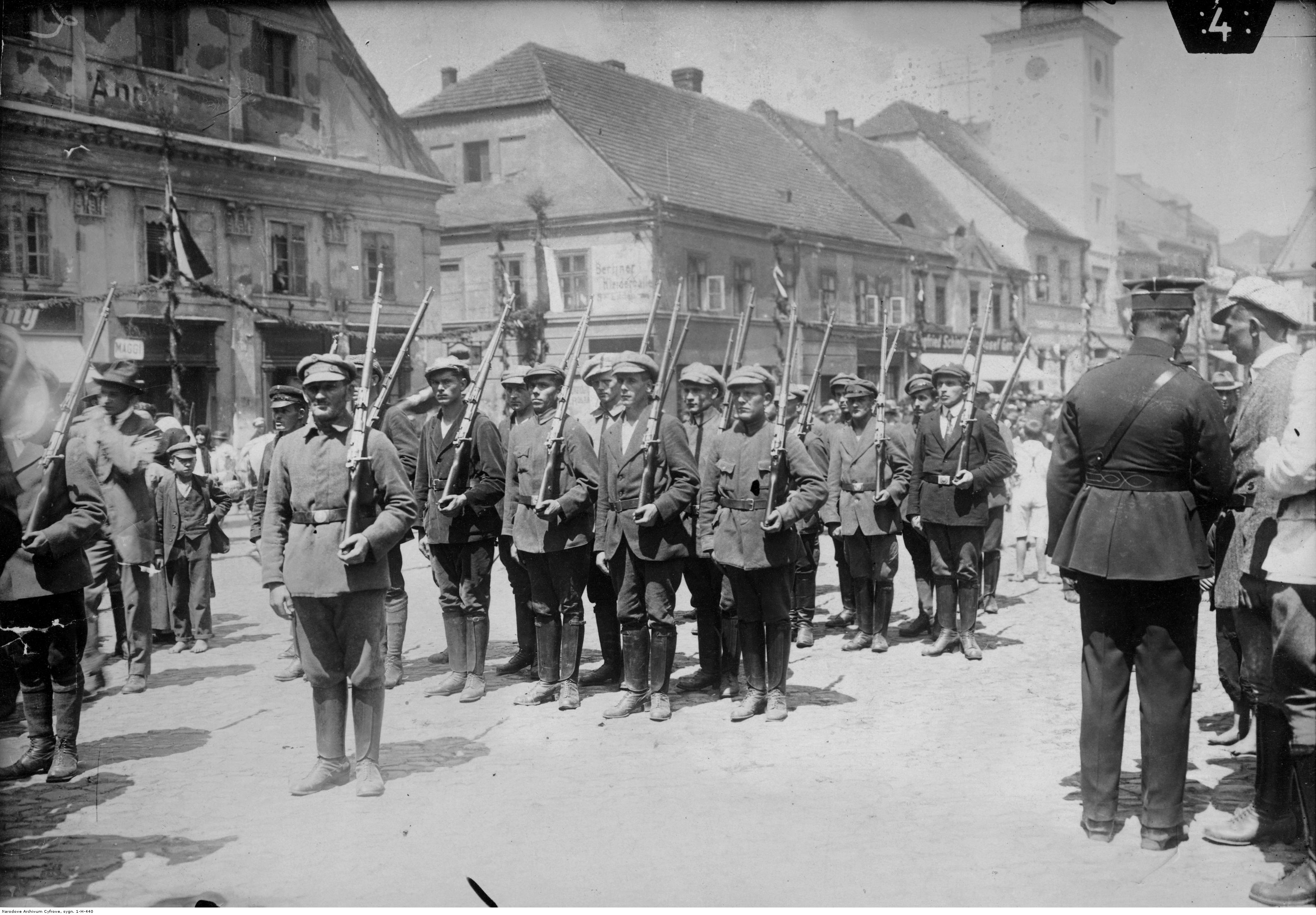
Levantamientos de Silesia

Tras el fin de la Primera Guerra Mundial, muchos silesianos perdieron la vida como soldados alemanes en los campos de batalla. Su cesión a Polonia despertó el interés de los políticos polacos, por la riqueza de la región, y sobre todo porque los polacos-silesianos seguían hablando, además del alemán, su segundo idioma materno (el polaco-silesiano), una mezcla de polaco antiguo, alemán y checo. Esto significa que, además de alemanes, también vivían en la región muchos polacos.  La condición de vida de la clase trabajadora antes de la Primera Guerra Mundial no llegó a mejorar. Los trabajadores, principalmente la masa de la inmigración polaca durante los años 1880, organizaron la primera insurrección con motívo de la unificación con Polonia para mejorar la situación social. La insurrección no estaba apoyada por gran parte de la población silesiana, por lo que acabó rápidamente. Polonia, siguiendo con su interés de una ocupación e integración en su Estado, apoya y provoca dos insurrecciones más, en 1920 y en 1921. Muchos polacos nativos de Silesia y polacos inmigrantes que habían vivido en Silesia durante al menos 20 años participaron en el Tercer Levantamiento de Silesia (1921). Durante estos dos levantamuientos se formó un movimiento contra los motivos de los insurgentes, una milicia, el Selbstschutz Oberschlesien (Autodefensa de Alta Silesia), también por el terrorismo de los insurgentes a la población nativa. Está probado que los insurgentes polacos fueron apoyados con armas, munición y logística por el Estado polaco, pues el Estado alemán tenía prohibido apoyar y ayudar al Selbstschutz Oberschlesien. Hoy se habla de una guerra civil silesiana entre 1919-1921. La batalla más grande entre los insurgentes y el Selbstschutz Oberschlesien se libró en el monasterio de Santa Ana, donde el Selbstschutz Oberschlesien junto con los Freikorps vencieron a los insurgentes propolacos. La propaganda polaca inculpaba de la guerra civil sobre todo durante la época posguerra por su propio interés e interpretó la guerra civil como la voluntad de los altosilesianos de formar parte de Polonia. En 1920 soldados franceses, italianos y británicos ocuparon la Alta Silesia como tropas de pacificación. Para calmar la situación, los partidos acordaron hacer un referéndum sobre el futuro de la Alta Silesia, que se celebró el 20 de marzo de 1921. El 60% de los votos fueron para Alemania y el 40% para Polonia. Para solucionarlo, los Aliados partieron la Alta Silesia en dosː la parte más pequeña pero más rica, con casi el 75% de la industria, fue a Polonia, el oeste, a Alemania.

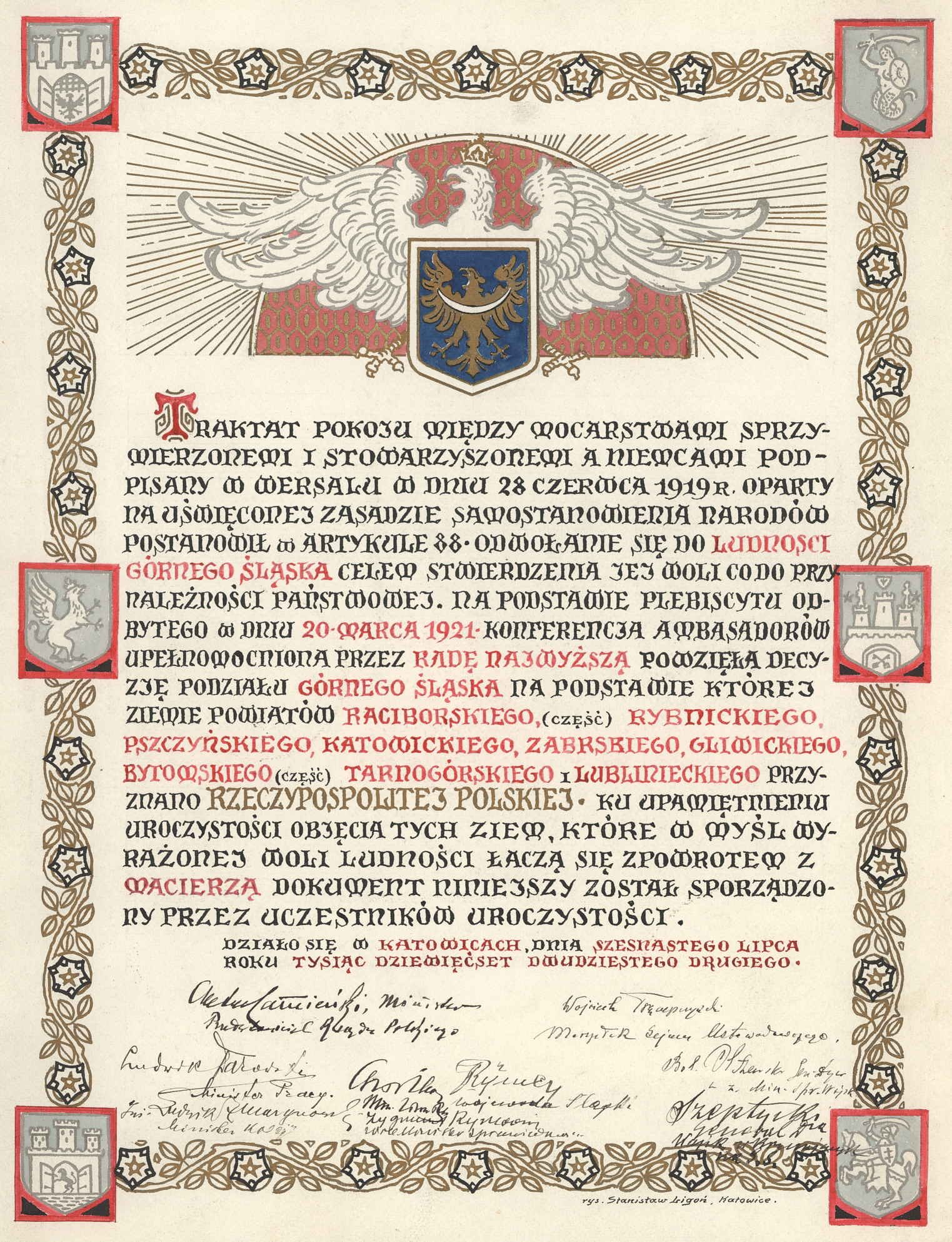
Acta de conmemoración de la fusión de la Alta Silesia con la República de Polonia del 16 de julio de 1922

### Alta Silesia durante la Segunda Guerra Mundial (1939-1945)
Entre 1939 y 1945 se reunificó Silesia tras la invasión ruso-alemana y la división de Polonia. Los habitantes polacos de la Alta Silesia, especialmente los activistas y ex insurgentes polacos, comenzaron a ser perseguidos. Los ocupantes alemanes contaron con la ayuda de la minoría alemana local para encontrar a los polacos. A partir de 1945, los soviéticos ocuparon la parte oriental del Reich alemán, inclusive la Alta Silesia. Con ellos llegó el ejército polaco, hubo matanzas, violaciones y deportaciones de muchos silesianos, así como la expulsión de muchos silesianos a las zonas ocupadas (Alemania Occidental y Alemania Oriental), lo que es conocido como la tragedia silesiana. Los idiomas maternos de los altosilesianos, el silesiano y el alemán, fueron prohibidos por el gobierno de la Alemania oriental entre 1945 y 1989. Aunque 14 millones de alemanes fueron expulsados, casi un millón de ellos permanecen en la Alta Silesia. Su idioma eslavo-alemán y sus raíces parcialmente eslavas los salvaron de la expulsión, así como por el hecho de que Polonia necesitaba trabajadores con experiencia para las minas de carbón.

### Alta Silesia en la época de la República Popular de Polonia (1945-1990)
Alta Silesia fue integrada en el nuevo Estado polaco, aunque la población estaba oprimida en su cultura y sus idiomas maternos, con sus muchos elementos alemanes. En los años 1945-1947, la mayoría de los alemanes de Alta Silesia fueron expulsados a Alemania, aunque permaneció una gran minoría alemana. Según las autoridades de Polonia, no había alemanes en la República Popular de Polonia. Más de un millón de silesianos se trasladaron legal o ilegalmente a la Alemania Occidental, en cuanto silesianos con raíces alemanas. Después de 1945, muchos polacos desplazados de los antiguos territorios polacos incorporados a la URSS (por ejemplo, Lviv y alrededores o Volinia) se establecieron en la Alta Silesia. En años posteriores, debido al desarrollo de la industria, miles de polacos de diversas partes de Polonia se establecieron en Alta Silesia, gracias a lo cual tenían un trabajo y un apartamento garantizados.

### A partir de 1990
Tras el cambio político de 1989/1990 en Polonia, la persecución de la cultura silesiana/alemana acabó oficialmente. El número de pueblos bilingües (polaco y alemán) crece de forma rápida, sobre todo en el oeste de la Alta Silesia. Hoy en día hay un gran movimiento para la recuperación del estatuto autonómico fiscal, político y cultural de Alta Silesia en sus fronteras históricas. El censo demográfico de 2021 mostró que 585.000 altosilesianos declararon pertenecer a la nacionalidad silesiana, y 110.000 a la nacionalidad alemana, aunque la nacionalidad silesiana todavía no existe como nacionalidad minoritaria oficial en Polonia. Los 3,5 millones (3.500.000) habitantes restantes de la Alta Silesia se declararon polacos.

## Principales ciudades

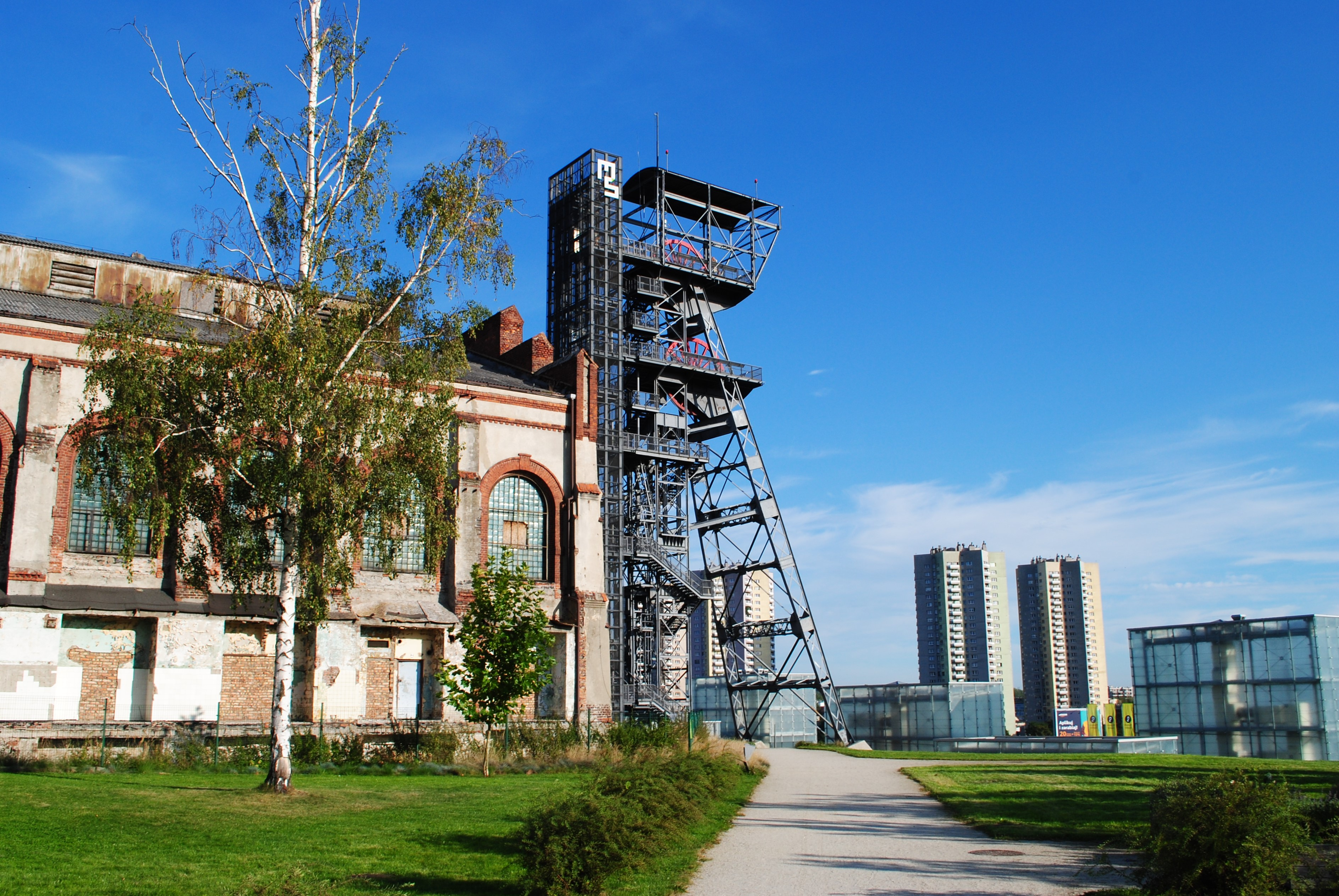
Katowice

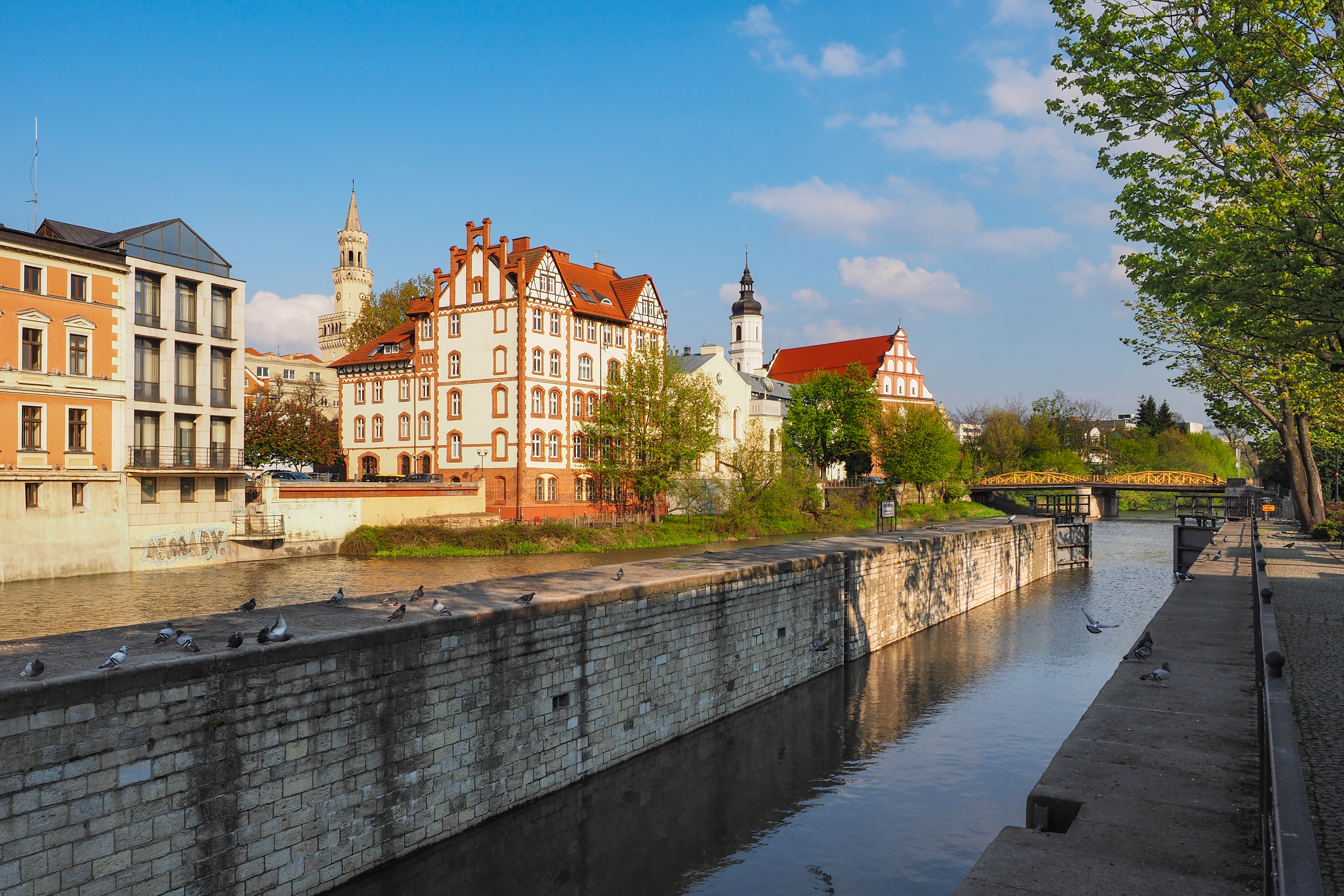
Opole

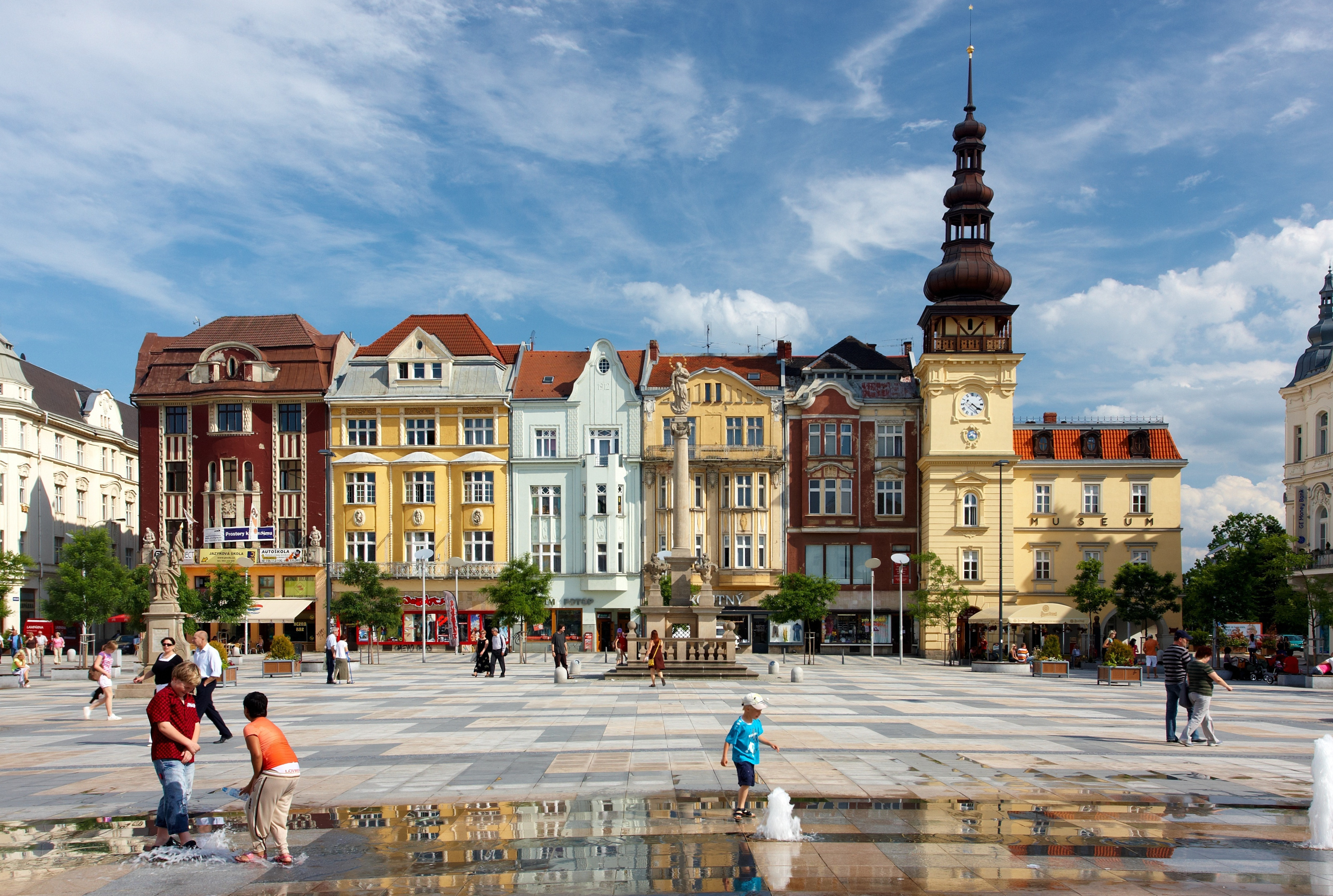
Ostrava

La población en Polonia corresponde a 1995, entre paréntesis antiguos nombres en alemán muy difundidos en la cartografía de atlas hasta aproximadamente mediados de los años 1970.
- Katowice (Kattowitz) (354 200 hab.)
- Ostrava (Mährisch Ostrau) (320 000 hab.) - República Checa (distrito oriental Cieszyn Silesia)
- Bytom (Beuthen) (227 600 hab.)
- Gliwice (Gleiwitz) (214 000 hab.)
- Zabrze (Hindenburg O.S.) (201 600 hab.)
- Bielsko-Biała (Bielitz) (180 307 hab.)
- Ruda Śląska (Ruda) (166 300 hab.)
- Rybnik (Rybnik) (144 300 hab.)
- Tychy (Tichau) (133 900 hab.)
- Opole (Oppeln) (130 600 hab.) - Capital histórica de la Alta Silesia.
- Chorzów (Königshütte) (125 800 hab.)
- Jastrzębie Zdrój (Bad Königsdorff-Jastrzemb) (103 500 hab.)
- Mysłowice (Myslowitz) (80 000 hab.)
- Siemianowice Śląskie (Siemianowitz) (78 100 hab.)
- Kędzierzyn-Koźle (Kandrzin-Cosel) (70 700 hab.)
- Tarnowskie Góry (Tarnowitz) (67 200 hab.)
- Piekary Śląskie (Deutsch Piekar) (67 200 hab.)
- Żory (Sohrau) (66 300 hab.)
- Racibórz (Ratibor) (65 100 hab.)
- Opava (62 000 hab.) (Troppau) - República Checa.
- Świętochłowice (Schwientochlowitz) (59 600 hab.)
- Wodzisław Śląski (Loslau) (50 500 hab.)
- Nysa (Neisse) (49 000 hab.)
- Mikołów (Nikolai) (38 900 hab.)
- Cieszyn (Teschen) (37 300 hab.)
- Czechowice-Dziedzice (Czechowitz-Dzieditz) (35 600 hab.)
- Pszczyna (Pleß) (34 600 hab.)
- Kluczbork (Kreuzburg) (26 900 hab.)
- Lubliniec (Lublinitz) (26 900 hab.)
- Krnov (25 400 hab.) (Jägerndorf) - República Checa.
- Prudnik (Neustadt O.S.) (24 300 hab.)
- Rydułtowy (Rydultau) (24 100 hab.)
- Łaziska Górne (Ober-Lazisk) (23 000 hab.)
- Bieruń (Bierun) (22 100 hab.)
- Pyskowice (Peiskretscham) (21 900 hab.)
- Strzelce Opolskie (Groß Strehlitz) (21 900 hab.)